# ساپادیل
ساپادیل یا واناوانا (اسپانیایی: guanábana، پرتغالی: graviola، انگلیسی: soursop) نام درخت و میوه‌ای است بومی مکزیک، آمریکای مرکزی، منطقهٔ دریای کارائیب و بخش شمالی آمریکای لاتین.
درخت این میوه را در جنوب شرق آسیا هم می‌کارند. ساپادیل از تیرهٔ آنوناسه (Annonaceae) (تیرهٔ سیب کاستر) است.
مزهٔ میوهٔ ساپادیل مانند مزه توت فرنگی و آناناس است که به آن طعم لیمو ترش افزوده شده‌باشد. یک غلظت ملایم مانند مزه نارگیل و موز نیز در مزه آن حس می‌شود.
میوه، آب میوه و چای ساپادیل را برای درمان برخی بیماری‌ها مانند معده‌درد و دفع کرم‌ها استفاده می‌کنند.
این میوه سرشار از ویتامینهای B1وB2وC همچنین مقدار زیادی از کربوهیدراتها و فروکتوز می‌باشد.

## نگارخانه

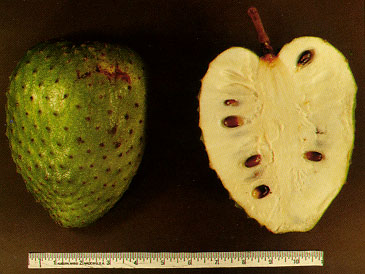
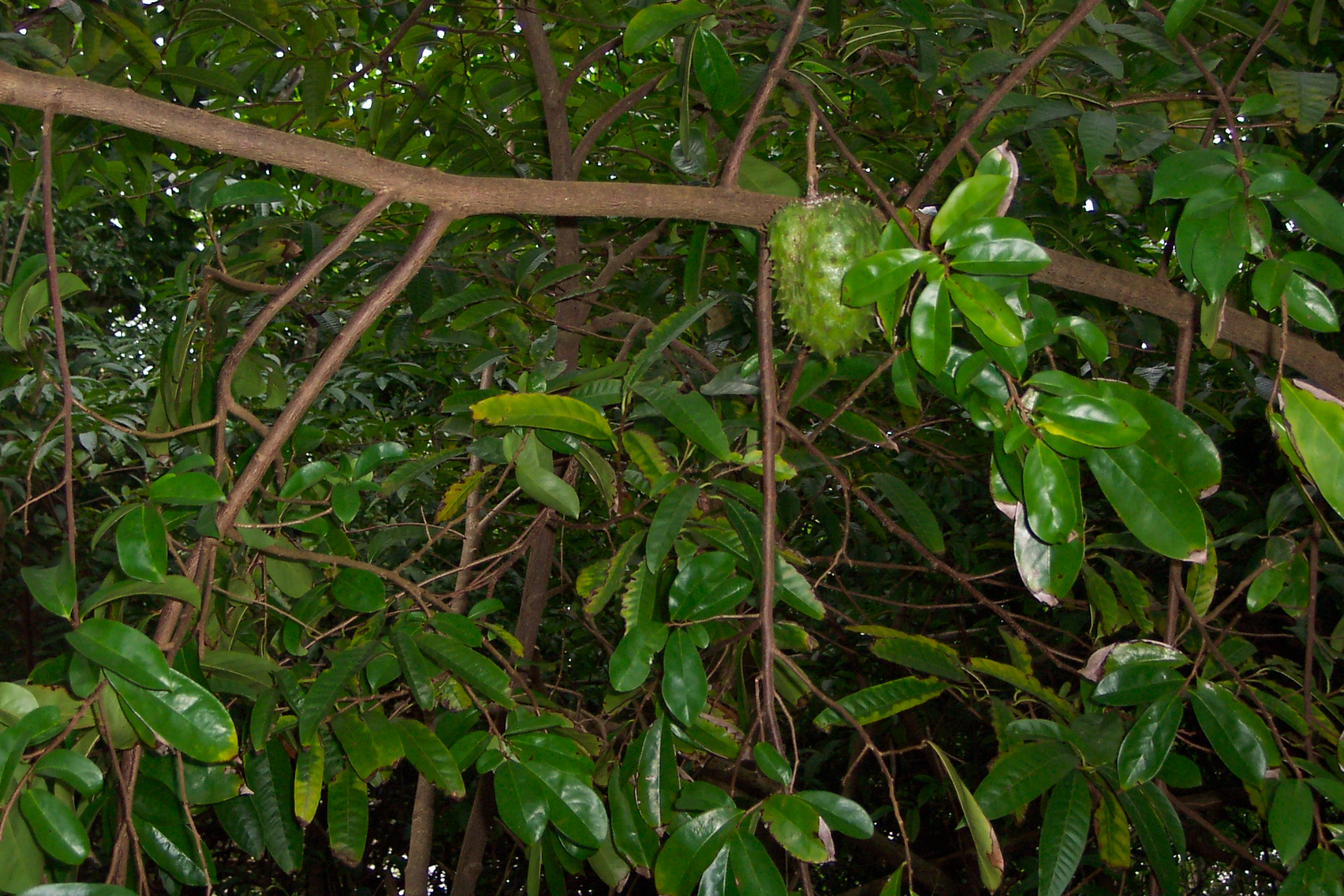
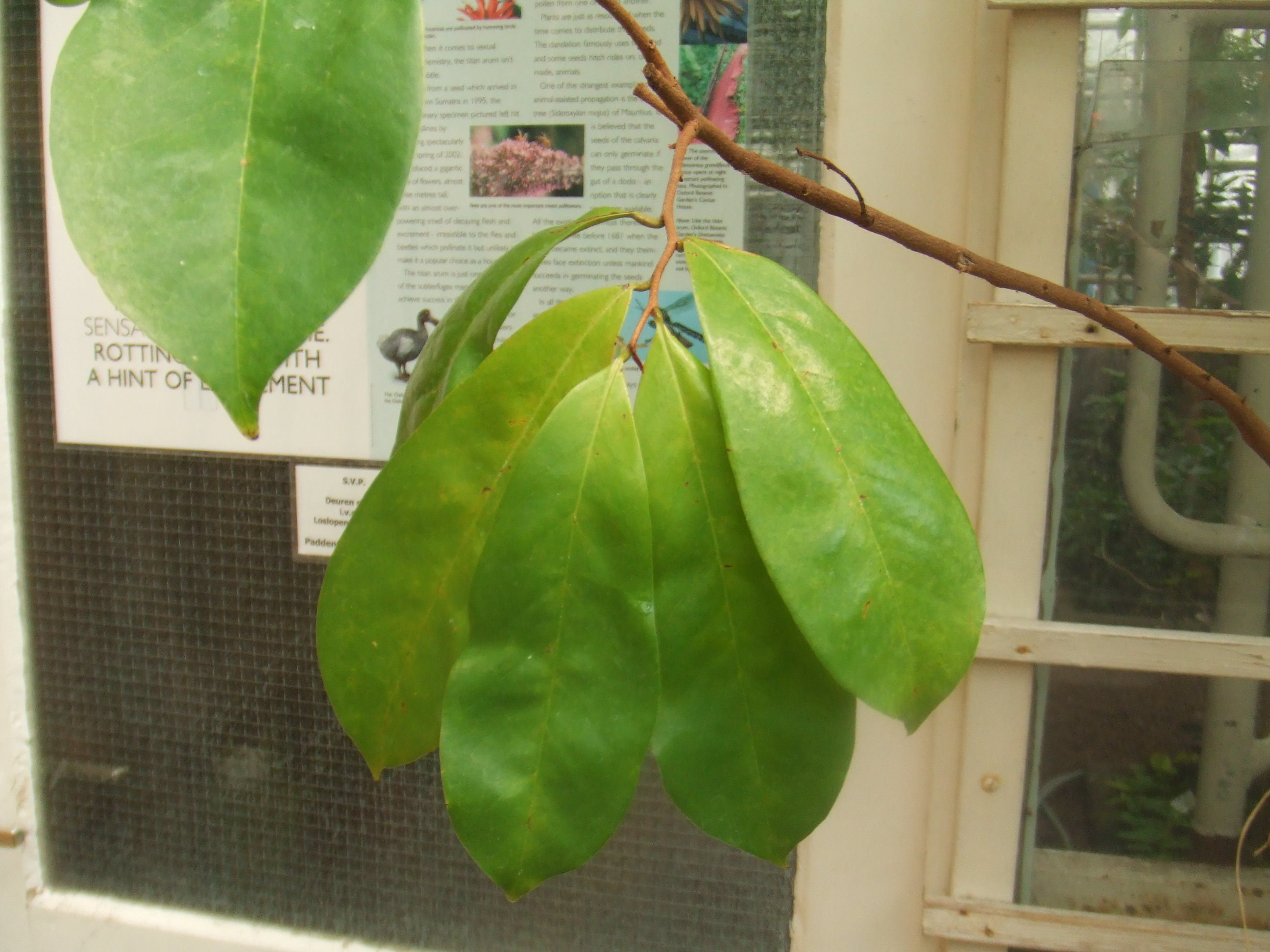
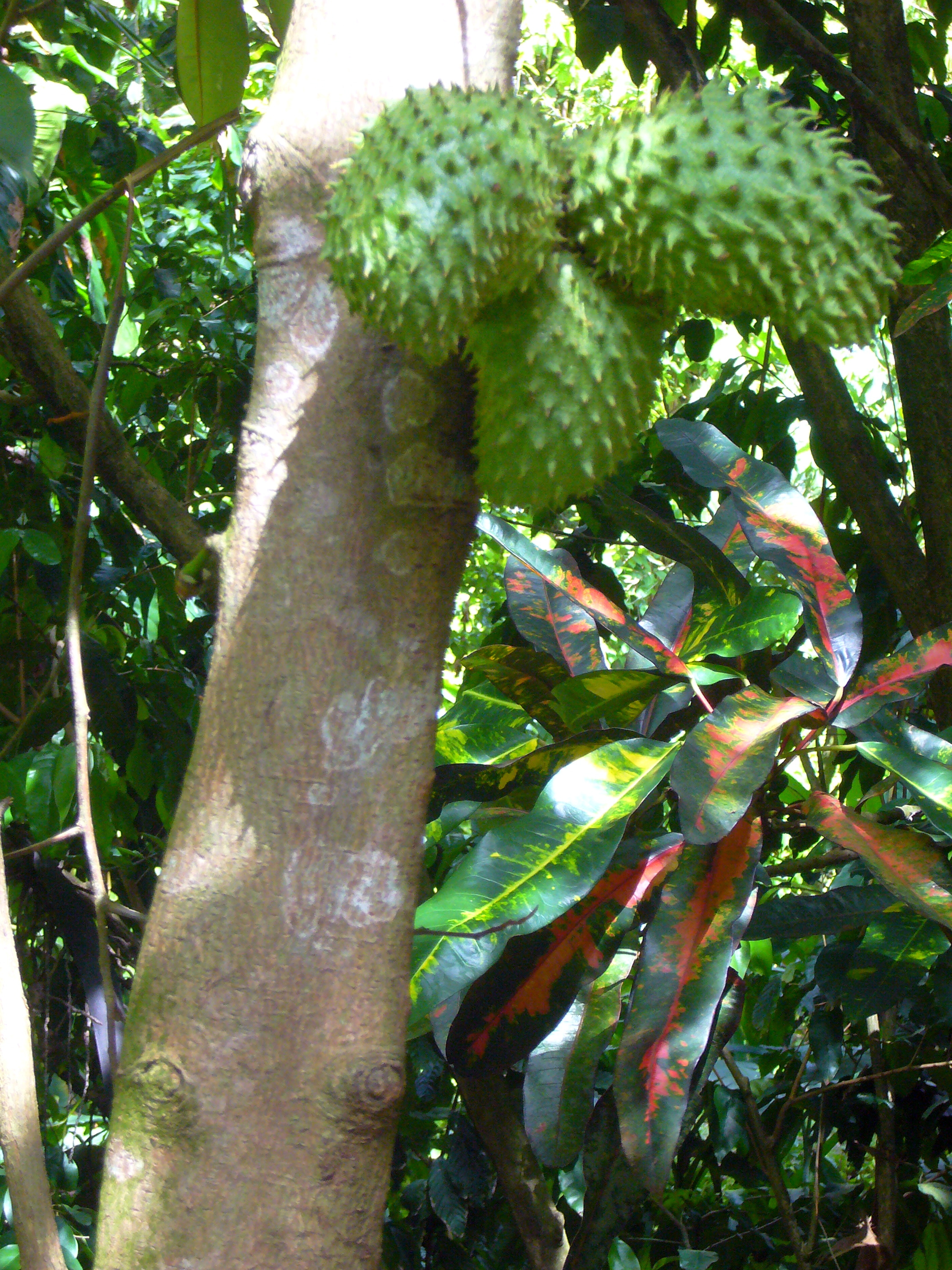
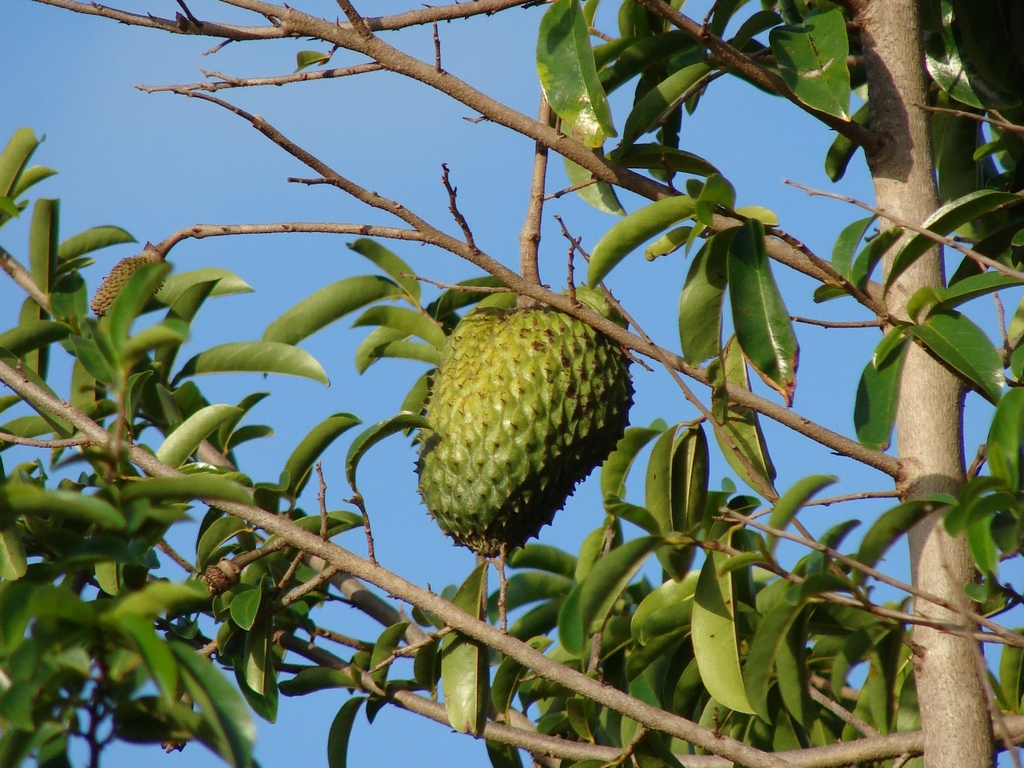
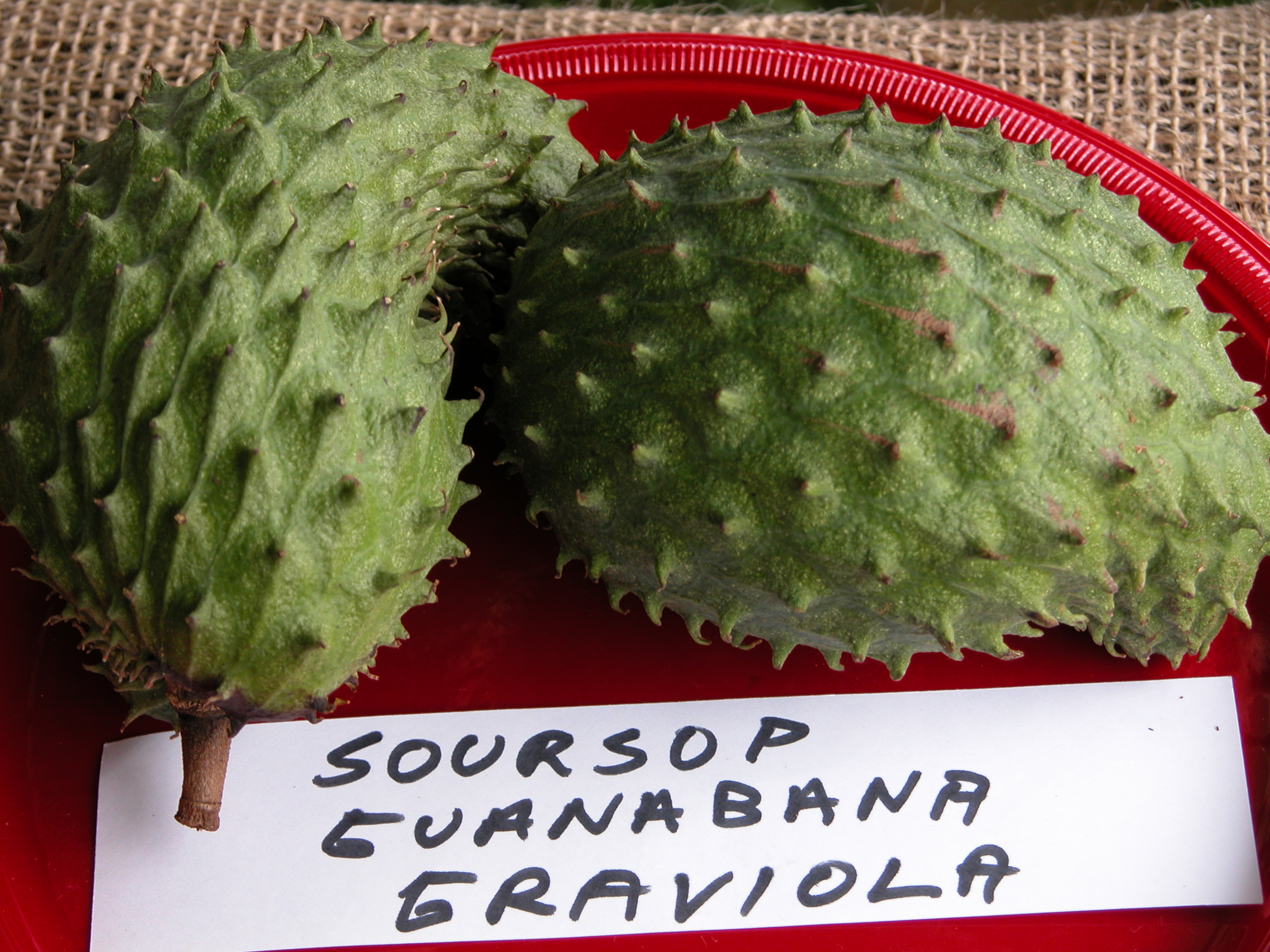
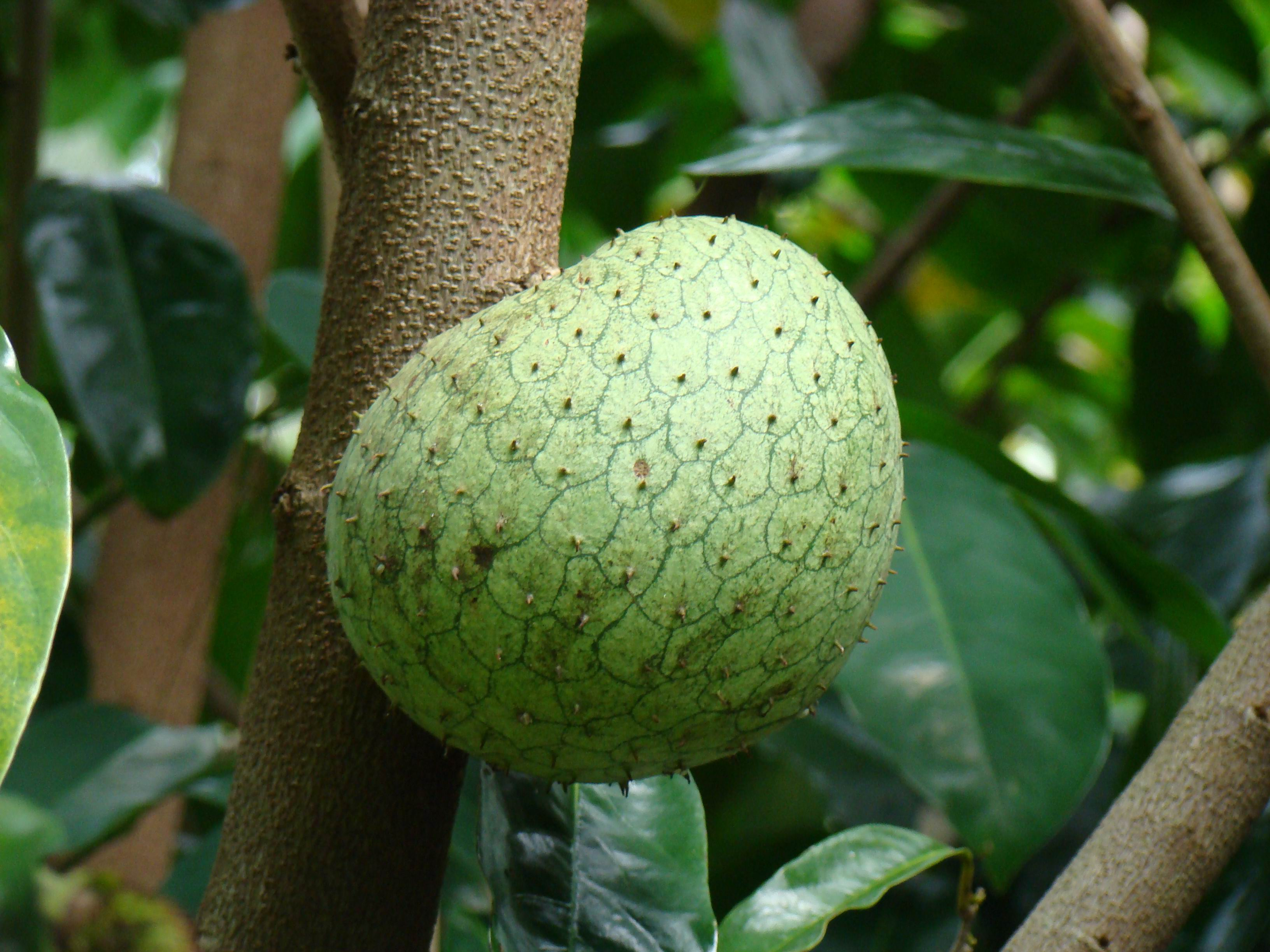